# Марія Елена Вієйра да Сілва
Марія Елена Вієйра да Сілва (порт. Maria Helena Vieira da Silva, 13 червня 1908 — 6 березня 1992) — португальсько-французька художниця-абстракціоніст.

## Біографія
Народилася у Лісабоні (Португалія). У віці одинадцяти років почала серйозно займатися малюванням в Academia de Belas-Artes. У підлітковому віці вивчала живопис у Фернана Леже, скульптуру в Антуана Бурделя і гравірування у Стенлі Вільяма Гейтера, добре відомих у своїх напрямах. Створювала також дизайни текстилю.
У 1930 картини Вієйра да Сілви були на виставках у Парижі. Цього ж року вона вийшла заміж за угорського художника Арпада Сенеша. Певний час провела у Лісабоні, під час Другої світової війни перебувала у Бразилії (1940–1947), решту життя жила і працювала в Парижі. Отримала французьке громадянство у 1956 році. Була першою жінкою, удостоєною Grand Prix National des Arts від уряду Франції у 1966 році. Удостоєна звання Кавалера почесного легіону у 1979 році.
Померла в Парижі 6 березня 1992.

## Творчість
Наприкінці 1950-х Вієйра да Сілва здобула міжнародне визнання за глибокі і комплексні композиції, створені під впливом творчості Поля Сезана, а також фрагментованістю форм, просторовою розбіжністю і палітрою кубізму й абстракціонізму. Вона вважається одною з найбільш вагомих післявоєнних художників-абстакціоністів, незважаючи на те, що не є «чистим» абстракціоністом. Її творчість пов'язана з французьким ташизмом, американським абстрактним експресіонізмом та сюрреалізмом — як і багатьох її сучасників, що малювали у післявоєнному Парижі наприкінці 1940-х — початку 1950-х років. На її полотнах часто зображені лабіринти, міста у профіль чи з висоти або бібліотечні полиці, що можна трактувати як алегорію нескінченного пошуку Знання чи Абсолюту.

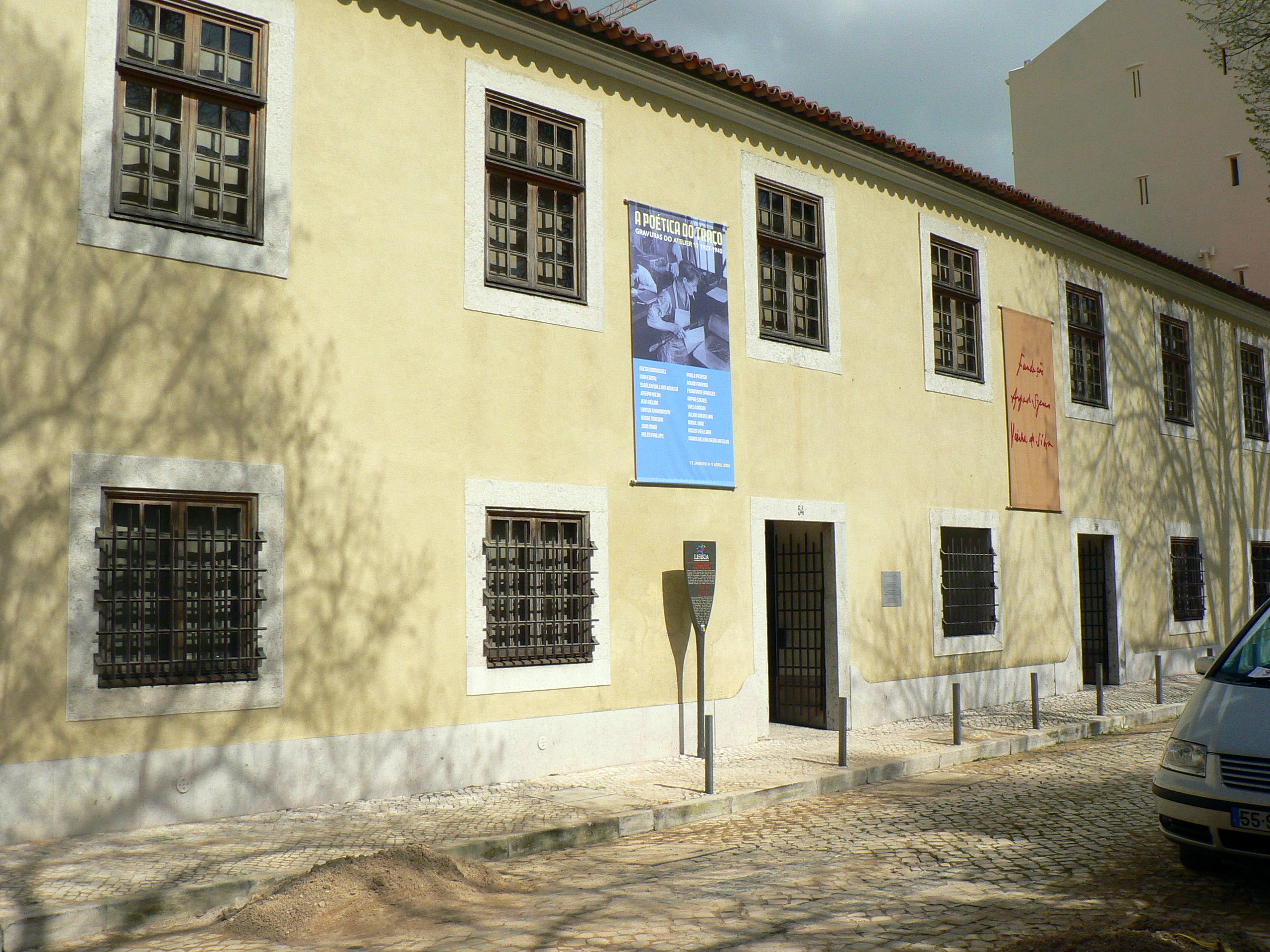
Árpád Szenes-Vieira da Silva Foundation (Лісабон)

Її роботи часто виставлялися, отримали зокрема приз на Бієнале мистецтва Сан-Паулу у 1961 році.
У 1988 вона займалася оздобленням станції метро Cidade Universitária у Лісабоні з допомогою азулежу.
У листопаді 1994 року в Лісабоні було відкрито Árpád Szenes-Vieira da Silva Foundation — музей, у якому зібрано велику колекцію картин обох художників.